# Huang Cheng-Ching
Huang Cheng-Ching (19 de abril de 1991) es un deportista taiwanés que compitió en taekwondo. Ganó una medalla de oro en el Campeonato Asiático de Taekwondo de 2012 en la categoría de –63 kg.

## Palmarés internacional
| Representando a China Taipéi |                              |                |           |
| Campeonato Asiático          |                              |                |           |
| Año                          | Lugar                        | Medalla        | Categoría |
| 2012                         | Ciudad Ho Chi Minh (Vietnam) | Medalla de oro | –63 kg    |